# GIPR-Klasse EA/2
Die Elektrolokomotive der Klasse EA/2 der Great Indian Peninsula Railway (GIPR), später WCP-2 der Indian Railways (IR), war eine Schnellzuglokomotive für den Einsatz auf den mit 1500 V Gleichstrom elektrifizierten Bahnstrecken Bombay–Pune und Bombay–Igatpuri. Sie wurde 1938 mit kleinen Änderungen nach den Zeichnungen der EA/1 nachgebaut.

## Geschichte
1922 wurde mit der Elektrifizierung der GIPR begonnen. Für die Beförderung der Schnellzüge auf der Gebirgsbahn zur Überwindung der Westghats waren leistungsfähige Lokomotiven notwendig. Sie mussten zudem in der Lage sein, eine Geschwindigkeit von 85 Meilen in der Stunde (137 km/h) zu erreichen – eine für die damalige Zeit sehr hohe Geschwindigkeit. Nach dem Bau von drei Probelokomotiven wurde die EA/1, ein Entwurf von SLM und Metrovick für die Serienausführung gewählt und im gesamten 21 Lokomotiven dieses Typs geliefert.

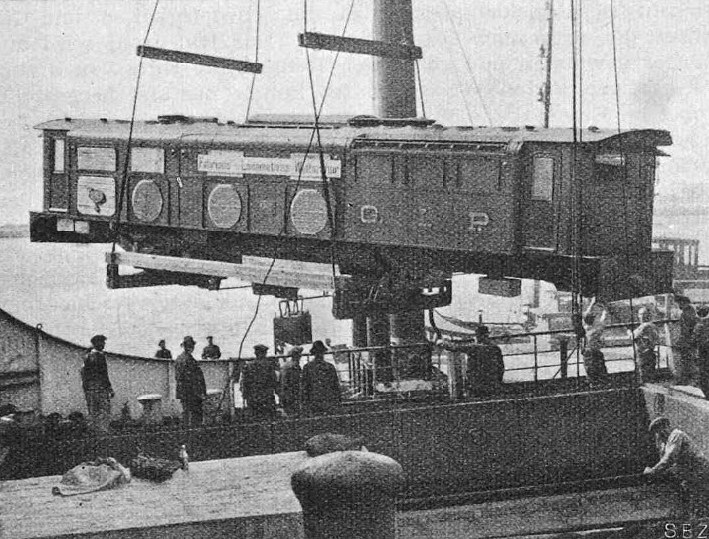
Verlad des Lokkastens auf das Frachtschiff nach Indien.

1938 wurde eine einzelne Nachbaulokomotive mit der Nummer 4025 bestellt, die zwar die gleichen Bauweise wie die anderen Lokomotiven hatte, aber trotzdem in eine neue Baureihe eingeordnet wurde. Der Einbau der elektrischen Ausrüstung von Metrovick erfolgte in den Hallen der SLM in Winterthur. Nach der Spannungsprüfung wurde der Lokkasten von den Treibrädern und den Drehgestellen abgehoben und die Motoren ausgebaut. Für den Transport wurde dieser auf zwei Spezialdrehgestelle eines Tiefladewagens der SBB gestellt und auf den Schienen nach Antwerpen versandt, wo sie auf das Frachtschiff nach Indien verladen wurde. In Bombay wurde der Lokomotivkasten wieder auf das Fahrwerk aufgesetzt und auf eigenen Rädern in die Hauptwerkstätte Parel der GIPR gebracht, wo die Lokomotive fertig montiert wurde und danach in Betrieb ging.
Die Lokomotive blieb bis in die 1980er Jahre im Einsatz und wurde nach der Ausrangierung im Nehru Science Centre in Bombay ausgestellt.

## Technik

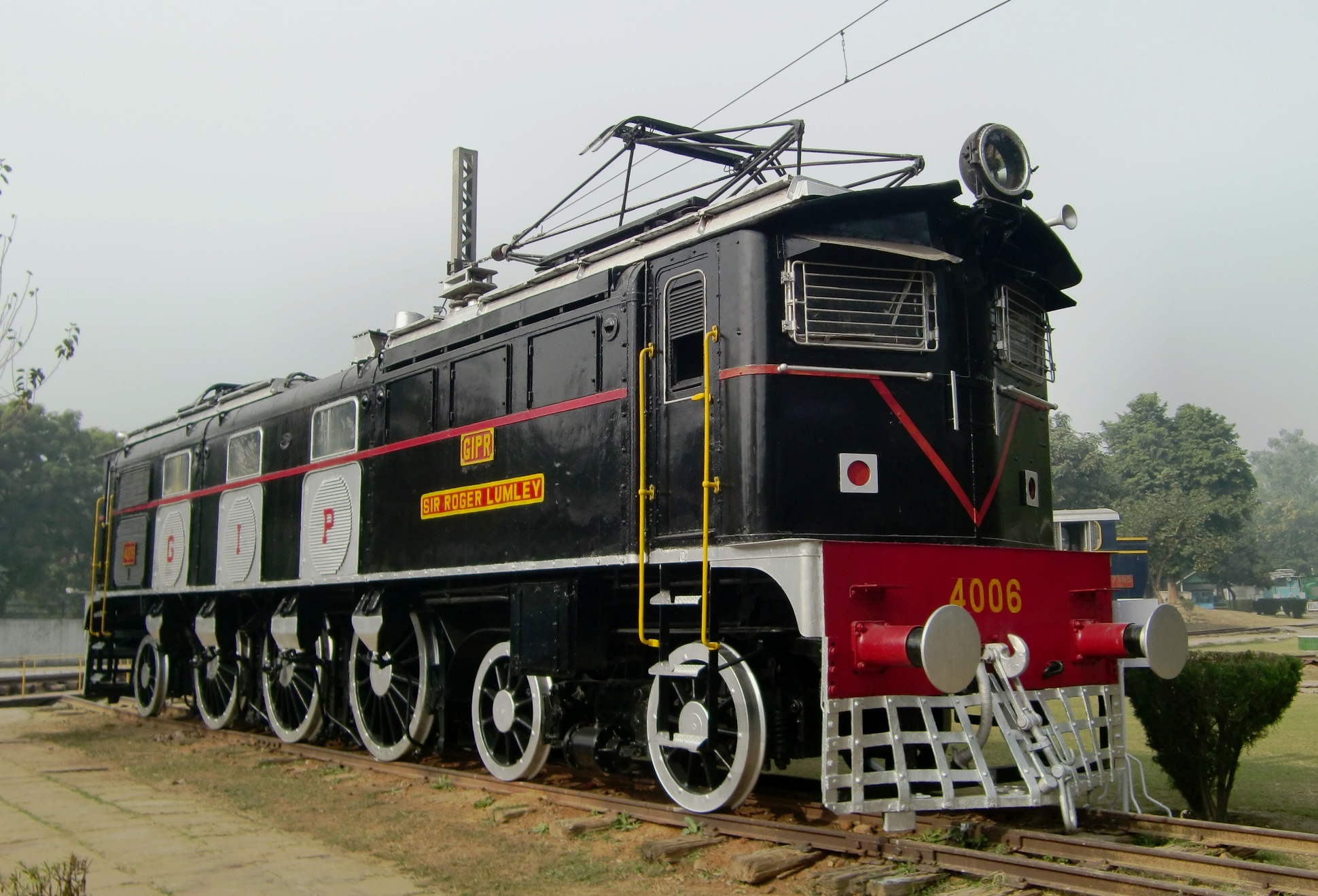
Mit der EA/2 baugleiche Lokomotive der zuerst gelieferten Klasse EA/1.

Die Lokomotive hat drei einzeln angetriebene Treibachsen, ein zweiachsiges Laufdrehgestell an einem Ende und eine einzelne Laufachse am anderen Ende der Lok. Das Laufdrehgestell der Bauart Winterthur verfügte über einen seitlich verschiebbaren Drehzapfen, der mit Federn zentriert wurde. Die einzelne Laufachse war mit der benachbarten Treibachse zu einem Java-Drehgestell zusammengefasst, weshalb die Lokomotive die Achsfolge 2’Bo(A1) hatte und nicht, wie häufig geschrieben, 2’Co1’.
Je zwei Fahrmotoren trieben über einen SLM-Universalantrieb eine Treibachse an. Die Motoren waren hoch im Maschinenraum angeordnet, was der Lok einerseits eine als günstig erachtete hohe Schwerpunktlage gab, anderseits bei den häufigen Überschwemmungen in Bombay diese bei Fahrten durch Wasser vor Schäden schützte. Die Motoren konnten seitlich durch Wartungsöffnungen im unteren Bereich der Maschinenraumseitenwand ausgebaut werden.
Der Kasten der Lokomotive reichte über die ganze Rahmenlänge. Der Maschinenraum zwischen den beiden Führerständen war in drei Räume aufgeteilt. Im ersten Raum befand sich die Bremsausrüstung mit Vakuumpumpe und der Kompressor mit Luftbehälter, im zweiten Raum befanden sich die Schaltapparate für die elektro-pneumatische Steuerung und im dritten Raum die Anfahrwiderstände. Die Anfahrt erfolgte mit allen sechs Fahrmotoren in Serienschaltung, danach wurden zwei Gruppen zu je drei Motoren in Serie und am Schluss drei Gruppen mit je zwei Motoren in Serie gebildet. In jeder Gruppierung standen zwei Feldschwächstufen zur Verfügung, so dass die Lok insgesamt neun Dauerfahrstufen hatte.